# Сальо Людвиг
Лю́двиґ Сальо́ (* 5 червня 1853, Коломия — † 4 травня 1915, Львів) — український громадський діяч, педагог, класичний філолог і математик, гімназійний професор у Коломиї (з 1892) і у Львові (з 1905), автор підручників з латини та німецької для українських шкіл, державний радник.

## Життєпис
Народився 5 червня 1853 року в Коломиї . За походженням був русин, а за релігією — греко-католик. Освіту здобув у неповній середній школі в Коломиї . Його близькі походили з Снятинського повіту.
З 16 квітня 1878 року розпочав трудовий шлях вчителя-мовника. За вищою освітою він був германістом. Йому це не завадило викладати і грецьку та латинську мови як додаткові. Викладав польською, українською та німецькою. Учительський іспит склав 23 листопада 1883 року. Був тимчасовим учителем у неповній середній школі в Ряшеві, а потім 9 липня 1887 р. призначений реальним учителем при неповній середній школі в Сяноку.
Там він викладав латинську, німецьку та як факультатив українську. 18 червня 1890 склав іспит на вчителя з математики та фізики.
14 жовтня 1889 р. затверджений у вчителі й отримав звання цісарсько-королівського професора. 
За час життя у Сяноці він був членом Сяноцького відділу Польського гімнастичного товариства «Сокіл» з моменту фундації філії у 1889 році.
Потім він був професором ц.к. Академічної гімназії у Львові, а потім 24 червня 1892 р. його відправили до батьківської неповної середньої школи в Коломиї. Там він очолив перший український клас, відкритий у шкільному році 1892/3, у паралельній неповній гімназії з українською (руською) мовою навчання, яка потім була сформована при польській неповній гімназії. Протягом наступних років він викладав у школі латину, німецьку мову та математику, а також був завідувачем німецької бібліотеки для учнів.
До останніх днів земного шляху він знову був професором цісарсько-королівської академічної вищої середньої школи у Львові з українською мовою навчання. Був близьким другом Михайла Грушевського.
Помер у роки російської окупації Львова. Похований на Личаківському кладовищі (поле № 63).

## Громадська активність
Був головою «Шкільної Помочі» (1894—1898), активний член товариства «Просвіта» (з другої половини XIX століття), Учительської Громади (з 1908) і Крайового Шкільного Союзу (з 1911), в якому був керівником українського приватного середнього шкільництва.

## Праці

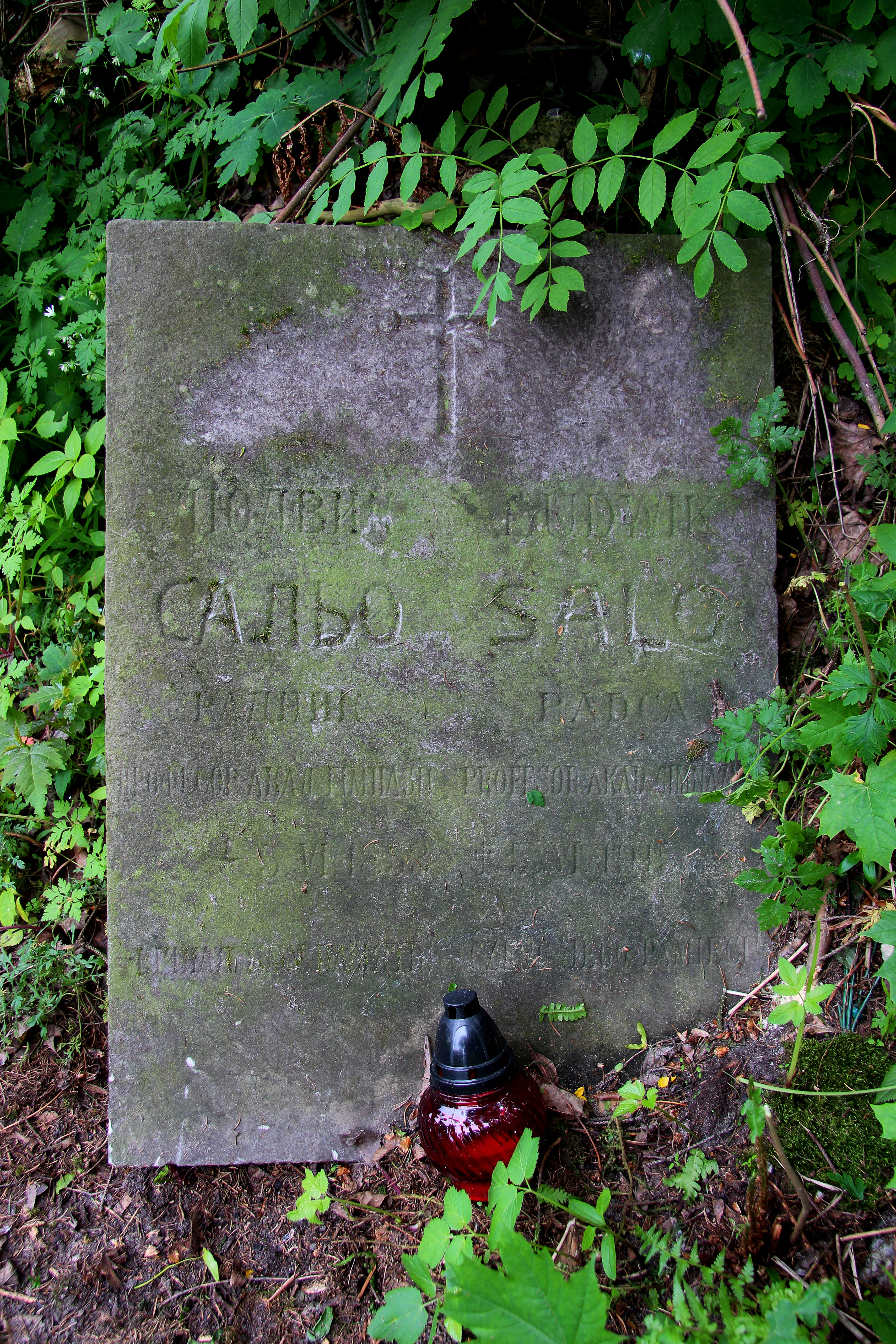
Могила Людвика Сальо. Личаківський цвинтар, поле 63.

### Підручники
- Cornelii Nepotis liber de excellentibus ducibus exterarum qentium / Для рускої молодежи видав і словарцем заосмотрив Людвік Сальо, проф. ц[ісар.]-к[оролів.] акад. гімназії. – 2-е вид. – Львів, 1907. – 122 с.

## Нагороди
Австро-Угорські
- Бронзова ювілейна пам'ятна медаль для збройних сил і жандармерії[14]
- Пам'ятна ювілейна медаль для цивільних державних службовців[14]
- Ювілейний хрест для цивільних державних службовців[14]